# Поречье (станция Дальневосточной железной дороги)
Поречье — железнодорожная станция Сахалинского региона Дальневосточной железной дороги. Названа по одноимённому селу, в котором расположена.

## История
Станция открыта в 1928 году в составе пускового участка Долинск — Макаров.
20 августа 1945 года освобождена советскими войсками.
Современное название станция получила в 1946 году.

## Деятельность
На станции останавливаются пассажирские поезда сообщением Южно-Сахалинск — Тымовск и Южно-Сахалинск — Ноглики, имеющие минутную стоянку на станции. Скорый поезд № 001/002 на станции не останавливается.
Грузовые операции по станции не предусмотрены.